# マツダ・CX-3
CX-3（シーエックス・スリー）は、マツダが製造・販売しているクロスオーバーSUVである。

## 概要
「SKYACTIV TECHNOLOGY」とデザインテーマ「魂動（こどう）-Soul of Motion」を全面採用した新世代車種の第5弾となるコンパクトクロスオーバーSUVである。エンジンはディーゼルエンジンとガソリンエンジンの2種類が用意される。日本での発売当初はディーゼルエンジンの「SKYACTIV-D 1.5」のみの設定であったが、2017年6月より、海外市場では既に搭載済みだったガソリンエンジンの「SKYACTIV-G 2.0」が、2020年5月には1.5Lの「SKYACTIV-G 1.5」が順次設定された。なお、マツダの乗用車では後発のCX-8についてもディーゼルエンジン車のみを先行発売（ガソリンエンジン車は2018年10月設定）している。また、2018年5月の大幅改良で、ディーゼルエンジンが1.8Lの「SKYACTIV-D 1.8」に換装されている（後述）。
メカニズム
日本仕様では、前述のとおり、1.5Lガソリンエンジンの「SKYACTIV-G 1.5」、2.0Lガソリンエンジンの「SKYACTIV-G 2.0」、1.8Lディーゼルエンジンの「SKYACTIV-D 1.8」の3種類が設定された。1.5Lガソリン車はP5-VPS型、2.0Lガソリン車はPE-VPS型、1.8Lディーゼル車はS8-DPTS型がそれぞれ搭載される。
なお、ディーゼルエンジン車は2018年5月まで、4代目デミオの「XD」系グレードに搭載されている1.5Lディーゼル「SKYACTIV-D 1.5」のS5-DPTS型（「i-ELOOP」搭載車はS5-DPTR型）が搭載されていたほか、2020年5月までは「PROACTIVE」系と「L Package」系のAT車にメーカーオプション設定されていた減速エネルギー回生システム「i-ELOOP（アイ・イーループ）」を選択した場合、エンジン形式名がディーゼル車はS8-DPTR型、ガソリン車はPE-VPR型に変更されていた。
トランスミッションは、ディーゼル車には6速マニュアルミッションとオートマティックトランスミッションが設定されたが、ガソリン車は基本的にオートマティックトランスミッションが標準装備であった。ただし2018-2020年の間のみ2.0Lガソリン車に6速マニュアルミッション車（SKYACTIV-MT）が設定されていた。
グレード
グレードは1.5Lガソリン車は「15S」と「15S Touring」の2タイプ、2.0Lガソリン車は「20S PROACTIVE（プロアクティブ） S Package」のみ。1.8Lディーゼル車は「XD」と「XD PROACTIVE S Package」の2タイプがそれぞれ用意される。いずれのグレードにも駆動方式は2WD（FF）と4WD（i-ACTIV AWD）が設定され、トランスミッションは6MT（SKYACTIV-MT）と6EC-AT（SKYACTIV-DRIVE）が用意される。

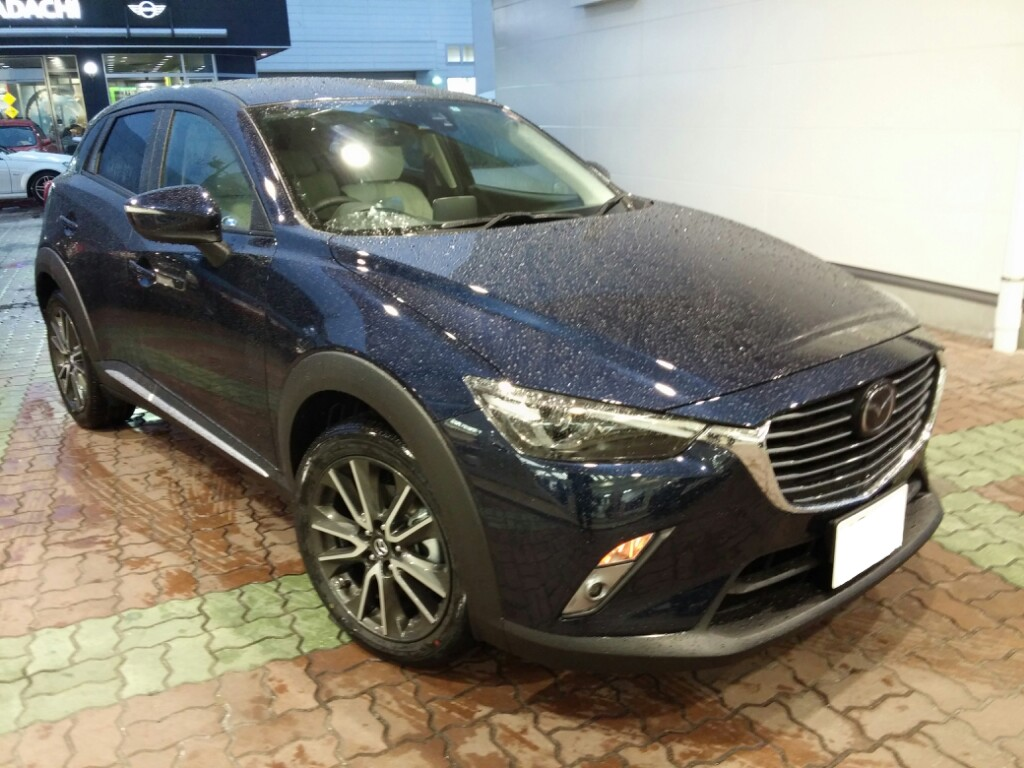
2015年2月販売型 XD Touring L Package 4WD （2015年2月～2016年10月）
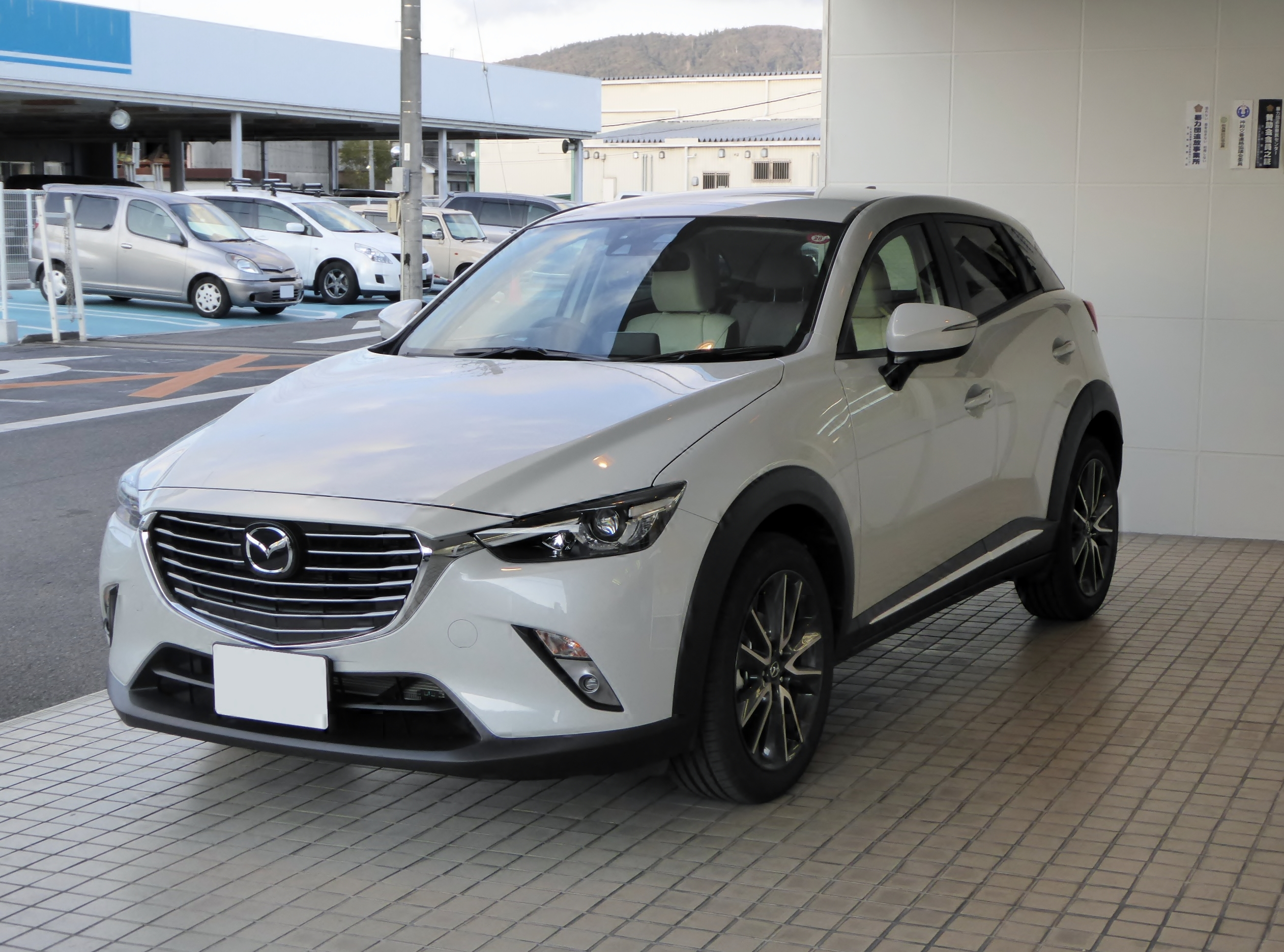
2015年2月販売型 XD Touring L Package
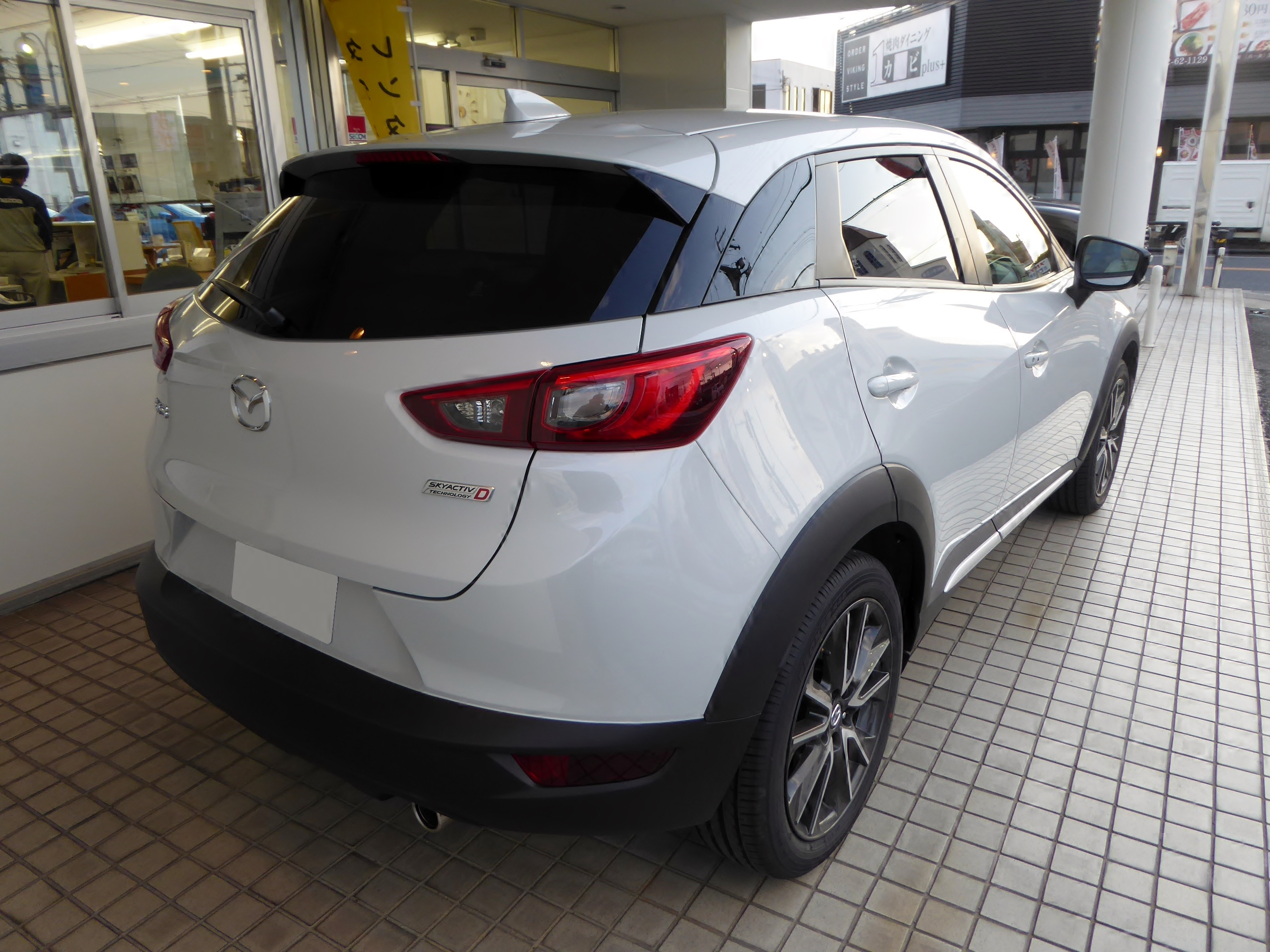
2015年2月販売型 XD Touring L Package
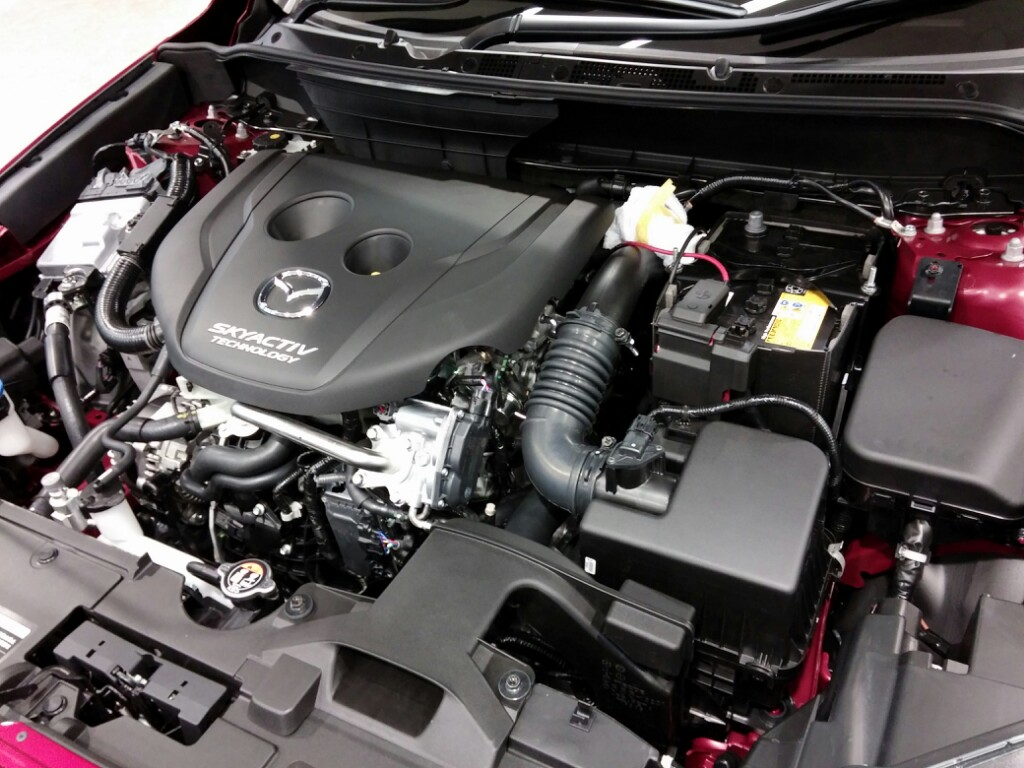
搭載されるS5-DPTS型ディーゼルエンジン

### 年表
- 2014年
  - 11月19日 - 『マツダ CX-3』を世界初公開[1]。2015年春より、日本から順次グローバルに導入を開始する予定であること、また、同年11月21日から30日まで開催されるロサンゼルスオートショーへの出品を発表した。
  - 12月18日 - 翌年1月9日～11日に開催される「東京オートサロン2015 with NAPAC」への参考出品を発表した[2]。
- 2015年
  - 2月27日 - 発売[3]。
    - エンジンは、直列4気筒1.5Lディーゼルターボ「SKYACTIV-D 1.5」（「S5-DPTS」型。「i-ELOOP」装着型は「S5-DPTR」型）を搭載。トランスミッションは、6速MT（SKYACTIV-MT）と6速AT「SKYACTIV-DRIVE」（6EC-AT）を全グレードに設定。駆動方式は2WD（FF）と4WDを選択可能。ラインアップは、「XD」・「XD Touring」・「XD Touring L Package」の3タイプ。
    - ボディカラーは、新色「セラミックメタリック」のほか、「クリスタルホワイトパールマイカ（特別塗装色）」、「メテオグレーマイカ」、「ジェットブラックマイカ」、「ソウルレッドプレミアムメタリック（特別塗装色）」、「チタニウムフラッシュマイカ」、「ディープクリスタルブルーマイカ」、「ダイナミックブルーマイカ」の全8色を設定。

  - 10月26日 - タイの車両生産拠点「オートアライアンス（タイランド）Co., Ltd.」（AAT）で「CX-3」の生産開始を祝う式典を実施[4]。AATは、CX-3にとって初の海外生産拠点となった。
  - 12月24日 - 商品改良[5]。
    - 従来は「イノベーションパッケージ」の一つとしてオプション設定されていた「ナチュラル・サウンド・スムーザー」を標準装備化。また、フロントドアガラスの厚みを増すことで車外騒音の室内への透過を抑えた。
    - 走行面では、前後ダンパーの内部構造、フロントスタビライザーの構造を改良し、乗り心地を改善。電動パワーステアリングの制御を改良したほか、エンジンのトルク応答を緻密にコントロールする「DE精密過給制御」を行い、軽負荷領域におけるアクセル操作に対するクルマの反応をよりダイレクトになるように設定した。インテリアでは、「XD Touring L Package」に、パーフォレーションレザーや「ラックススエード」をシートに使用した黒革内装仕様を追加設定した。
- 2016年
  - 5月27日 - 平成27年度JNCAP自動車アセスメントにおいて、当年度最高得点で新・安全性能総合評価ファイブスター賞を受賞[6]。
  - 10月14日 - 商品改良、同時に特別仕様車「XD Noble Brown」を設定[7]（11月24日発売）。
    - 「G-Vectoring Control（G-ベクタリング コントロール）」を全車に標準装備したほか、サスペンションや電動パワーステアリングのチューニングを行い、操縦安定性・乗り心地を向上させた。燃料噴射タイミングを0.1ミリ秒単位で制御することでノック音の発生そのものを抑制する「ナチュラル・サウンド・周波数コントロール」を全車に標準装備。さらに、リフトゲートのガラスの板厚をアップし、遮音・吸音材の追加採用により、風騒音やロードノイズを抑制した。
    - 「XD」を除く全車に装備される「アクティブ・ドライビング・ディスプレイ」を改良し、上部に走行環境情報、下部に車両情報を集約・区分するとともに、フルカラー・高輝度・高精細・高コントラスト化。併せて、メーター表示の字体の見直しと、左右液晶ディスプレイの高コントラスト化により、瞬間的な読み取りやすさと質感を向上。運転席10Wayパワーシート＆シートメモリーには、シートポジションと連動してアクティブ・ドライビング・ディスプレイの角度・明るさ・ナビの表示設定などを登録できる機能を追加（「XD L Package」に標準装備、「XD PROACTIVE」にメーカーセットオプション）。また、ステアリングホイールはデザインを一新するとともに、ステアリングヒーターを新採用（「XD L Package」に標準装備、「XD PROACTIVE」にメーカーセットオプション）した。さらに、ドアロックに連動してドアミラーを自動格納・展開する機能を全車に標準装備した。
    - 安全装備では、歩行者の検知も可能にし、作動速度域を拡大した「アドバンストスマートシティブレーキ・サポート」を全車に標準装備し、後退時の衝突被害軽減をサポートする「スマートシティブレーキサポート（後退時）」を新設定（「XD L Package」に標準装備、「XD PROACTIVE」にメーカーセットオプション）した。また、速度標識の見落としを防ぎ安全運転をサポートする「交通標識認識システム」、夜間視認性を高める「アダプティブLEDヘッドライト」を新採用（「XD PROACTIVE」、「XD L Package」に標準装備）した。
    - ボディカラーは、クリスタルホワイトパールマイカ（特別塗装色）」を「スノーフレイクホワイトパールマイカ（特別塗装色）」に、「メテオグレーマイカ」を「マシーングレープレミアムメタリック（特別塗装色）」に、「ダイナミックブルーマイカ」を「エターナルブルーマイカ」にそれぞれ変更し、全8色とした。また、LEDヘッドランプと18インチアルミホイールを「XD」にも装備した。
    - グレード名称が変更となり、「XD Touring」を「XD PROACTIVE」に、「XD Touring L Package」を「XD L Package」とした。
    - 特別仕様車「XD Noble Brown」は、「XD L Package」のAT車（i-ELOOP非装着車）をベースに、ブラウンを基調にグレーのアクセントと金属加飾を組み合わせ、シート素材に高級革のナッパレザーとセーレンのスエード調人工皮革「グランリュクス」を採用。アルミホイールは高輝度ダーク塗装を施した。ボディカラーは「チタニウムフラッシュマイカ」を除く7色が設定される。

  - 12月15日 - 同社宇品第1工場に加え、防府第1工場での生産を開始[8]。
- 2017年
  - 3月28日 - タイ自動車ジャーナリスト協会（Thai Automotive Journalists Association、略称：TAJA）が主催する「タイランド・カー・オブ・ザ・イヤー2016」を受賞[9]。
  - 6月2日 - 2017年夏発売予定のガソリンエンジン「SKYACTIV-G 2.0」搭載車が「WLTCモード」の認可を取得[10]。
  - 6月28日 - 一部改良、同時にガソリン車を追加[11]（ディーゼル車は6月29日発売、ガソリン車は7月27日に発売）。
    - 直列4気筒2.0Lガソリンエンジン「SKYACTIV-G 2.0」車を新設定（「PE-VPS」型。「i-ELOOP」装着型は「PE-VPR」型）。トランスミッションは、6速AT「SKYACTIV-DRIVE」（6EC-AT）のみを設定。グレードは「20S」・「20S PROACTIVE」・「20S L Package」の3種で、駆動方式は2WD（FF）と4WDを設定。2018年10月以降に表示が義務化される燃費モード「WLTCモード」の認可を先行して取得し、「平成30年排出ガス基準75%低減レベル（☆☆☆☆☆）」認定を取得している。
    - 全車で先進安全技術「i-ACTIVSENSE」を標準装備化。すでに標準装備済みのアドバンストスマートシティブレーキサポート、アダプティブLEDヘッドライト（「PROACTIVE」系・「L Package」系に装備）に加え、車線逸脱警報システム、スマートシティブレーキサポート（後退時）、ブラインドスポットモニタリング、リアクロストラフィックアラート、リアパーキングセンサー（センター/コーナー）を全車に標準装備。更に、AT車にはAT誤発進抑制制御（前進時/後退時）を、「20S」と「XD」にはハイビームコントロールシステムをそれぞれ標準装備した。
    - 「ソウルレッドプレミアムメタリック（特別塗装色）」に替わり、「ソウルレッドクリスタルメタリック（特別塗装色）」を採用した。
    - 特別仕様車「XD Noble Brown」はベースグレードの改良を受けて継続販売し、新たにガソリン車の「20S Noble Brown」を追加設定した。
- 2018年
  - 3月29日 - 2018年ニューヨーク国際自動車ショーにて、商品改良した「マツダ CX-3」を世界初公開[12]。商品改良モデルは、2018年春以降、グローバルに順次導入予定であることを発表。
  - 5月17日 - 商品改良。並びに特別仕様車「Exclusive Mods（エクスクルーシブ モッズ）」を設定[13]（5月31日発売、「Exclusive Mods」は同年7月生産開始）。
    - 次世代車両構造技術「SKYACTIV-VEHICLE ARCHITECTURE」の一部が取り入れられ、フロントダンパーやフロントスタビライザー・コイルスプリングの改良や「G-ベクタリングコントロール」制御・電動パワーステアリング制御の最適化を実施。サスペンションの改良に合わせて新開発の18インチタイヤを採用し、乗り心地を向上。フロント/リアドアのアウターパネルやリアドアガラスの板厚向上、ドアシールの遮音性とルーフ部の吸音性向上により、静粛性を向上。フロントシートの座面クッションはCX-8と同じ高減衰ウレタンを採用し、座り心地と乗り心地を向上。ディーゼルエンジンは、新開発された直列4気筒1.8Lターボ「SKYACTIV-D 1.8」（「S8-DPTS」型。「i-ELOOP」装着型は「S8-DPTR」型）を搭載。エンジン排気量をアップ（1.5L → 1.8L）し、超高応答マルチホールピエゾインジェクターや可変ジオメトリー・シングルターボチャージャーなどが採用された。従来モデルに対し、最高出力で＋11PS（+8kW）の116PS（85kW）に、最大トルクは変わらず27.5kgf･m（270N･m）。ガソリンエンジンの「SKYACTIV-G 2.0」は、CX-5のガソリン車でも導入されたエッジカットピストン、低抵抗ピストン、新ノズル付き拡散インジェクター等を採用。従来モデルに対し、最高出力で＋2PS（+1kW）の150PS（110kw）に、最大トルクで+0.3kgf･m（+3N･m）の19.9kgf･m（195N･m）に向上。
    - エクステリアでは、ラジエーターグリル、LEDリアコンビネーションランプ、アルミホイールなどのデザインを変更。また、グロスブラックのフォグランプベゼル、ピラーガーニッシュ、サイドガーニッシュモールを採用。なお、ボディカラーの設定に変更はない。インテリアは、電動パーキングブレーキの採用によりセンターコンソールが刷新され、アームレストやマルチボックスを新設定。リアシートにもカップホルダー付アームレストを装備。また、インストルメントパネルやシート、ドアトリムの素材・カラーコーディネーションが見直された。
    - 装備面では、「アドバンストスマートシティブレーキサポート」に、マツダ車初採用となる夜間歩行者検知機能付に、また「マツダレーダークルーズコントロール」は作動下限速度を0km/hまで拡大された全車速追従機能付（ただしAT車のみ。MT車は従来同様に下限30km/hまでの追従）にそれぞれ改良された。さらに、360°ビューモニターを全車にメーカーオプション設定、自動防眩ルームミラーを全車に標準装備とした。
    - グレード構成を変更。2.0Lガソリンエンジン搭載車のうち、2WD車にのみ6速MT（SKYACTIV-MT）を追加設定。また、「20S PROACTIVE」・「XD PROACTIVE」に、フロントLEDフォグランプ、メッキガーニッシュ（フロント&サイド下部）、ステアリングヒーター、運転席＆助手席シートヒーターを追加し、運転席を10Wayパワーシート＆シートメモリー（アクティブ・ドライビング・ディスプレイ連動）にグレードアップした「20S PROACTIVE S Package」・「XD PROACTIVE S Package」が新設された。
    - 特別仕様車「Exclusive Mods（エクスクルーシブモッズ）」は、「20S L Package」・「XD L Package」（それぞれ6EC-AT車）がベース。ディープレッドのナッパレザーシートとインパネデコレーションパネルで構成された専用インテリアコーディネーションが採用されるとともに、18インチアルミホイールは高輝度ダーク塗装に変更され、フロントガラスとフロントドアガラスにスーパーUVカットガラス&IRカットガラスが装備された。ボディカラーは「チタニウムフラッシュマイカ」と「エターナルブルーマイカ」を除く6色を設定。
- 2020年
  - 4月3日 - マツダの創立100周年を記念した「100周年特別記念車」を発表、予約受注を開始（2021年3月31日までの期間限定受注）。発売は6月以降[14]。
    - 「20S Exclusive Mods」と「XD Exclusive Mods」をベースに、バーガンディのフロアカーペットを装備し、ボディカラーに「スノーフレイクホワイトパールマイカ」を採用。また、フロアマットとフロントフェンダー部に創立100周年記念バッジが装着され、マツダの前身となる東洋工業が創業された際に制定されていた「丸工マーク」と現在のマツダのブランドシンボルマークを重ね合わせたスペシャルロゴをヘッドレストやキーフォブ（キーフォブは100周年専用化粧箱入り）の刻印、センターホイールキャップのロゴに採用。
    - 併せて、CD/DVDプレーヤー、地上デジタルテレビチューナー（フルセグ）、360°ビューモニター+フロントパーキングセンサー（センター/コーナー）、ボーズサウンドシステム（7スピーカー）も同時に装備。

  - 5月18日 - 商品改良（6月4日発売）[15]。
    - 直列4気筒1.5Lガソリンエンジン「SKYACTIV-G 1.5」搭載車を新設定（「P5-VPS」型）。2.0Lガソリンエンジン車同様にトランスミッションは6速AT（6EC-AT）「SKYACTIV-DRIVE」のみを設定。グレードは「15S」と「15S Touring」の2種類で、駆動方式は2WD（FF）と4WDを設定。WLTCモードによる排出ガス及び燃料消費率に対応し、「平成30年排出ガス基準50%低減レベル（☆☆☆☆）」認定を取得。
    - フロントシートバックの素材を変更し、骨盤を立てて脊柱が自然なS字カーブを維持可能な「新世代シート技術」を採用。Apple CarPlayやAndroid Autoに対応。ボディカラーの設定も変更され、「チタニウムフラッシュマイカ」に替わり、新色の「ポリメタルグレーメタリック」が設定された。
    - グレード体系が整理され、2.0Lガソリンエンジン車は「20S PROACTIVE S Package」のみ、2018年に設定された2WD・6MT車を廃止し6EC-AT車のみに集約された。1.8Lディーゼルエンジン車は「XD」と「XD PROACTIVE S Package」のみに集約され、2.0Lガソリンエンジンと1.8Lディーゼルエンジンの6AT車に設定されていた「i-ELOOP」のメーカーオプションは廃止。なお、特別仕様車の「20S Exclusive Mods」と「XD Exclusive Mods」はカタロググレードと同等の商品改良を受け継続販売される。
    - 同年4月に発表された「100周年特別記念車」に関しても、「15S Touring」をベースにした1.5Lガソリンエンジン車「15S 100周年特別記念車」を追加設定（7月下旬発売）。本仕様車では「100周年特別記念車」共通の特別装備内容に加え、スマートブレーキサポート&マツダレーダークルーズコントロール（全車速追従機能付）、ドライバーアテンションアラート、交通標識認識システム、アダプティブLEDヘッドライト、LEDフロントフォグライト、スーパーUVカットガラス（フロントドア）、IRカットガラス（フロントガラス/フロントドア）、自動防眩ルームミラー、メッキガーニッシュ（フロント&サイド下部）、ピラーガーニッシュ（ピアノブラック）、メーターフードトリム（皮革調）、アクティブ・ドライビング・ディスプレイ（カラー）、ステアリングスイッチパネル加飾（サンクロームメッキ）、ステアリングヒーター、ステアリングシフトスイッチ、運転席10Wayパワーシート&ドライビングポジションメモリー機能（シート位置/アクティブ・ドライビング・ディスプレイ）、運転席&助手席シートヒーター、215/50R18 92Vタイヤ&18×7Jインチアルミホイール（高輝度ダーク塗装）、「Exclusive Mods」相当のインテリア加飾も特別装備される。
    - 今回の商品改良にて、バックドア左側に装着されている「CX-3」の車名ロゴエンブレム、「SKYACTIV」専用エンブレムが「Mazda Type」[16]に、4WD車に装着されるAWDオーナメントがCX-30に準じた新デザインにそれぞれ変更された。

  - 10月29日 - 特別仕様車「15S Urban Dresser（アーバン ドレッサー）」を発売[17]。
    - シートにピュアホワイトの人工皮革、シート中央やダッシュボード、ドアトリムにライトブラウンのスエード調人工皮革「グランリュクス」をそれぞれ使用。装備面ではMRCC、360°ビューモニター、スーパーUV&IRカットガラス、シートヒーター、ステアリングヒーターなどを標準装備。
- 2021年
  - 10月14日 - 一部商品改良および特別仕様車「Super Edgy（スーパー エッジー）」を発表（同日より予約受付開始、11月下旬発売）[18]。
    - グレード体系が整理され、ガソリンモデルは2.0Lエンジン搭載車が廃止され、1.5Lのみに集約。ディーゼルモデルは「XD PROACTIVE S Package」を2016年10月の商品改良以来となる「XD Touring」に名称変更した。
    - 前後のホイールアーチ部分をカバーするクラッディングとバンパー（フロント・リア共）下部をグロスブラック塗装とした「ブラックグロッシーパッケージ」をセットオプションとして追加し、「XD Touring」の6EC-AT車と「15S Touring」に設定。フロントの窓ガラスにたまった雪を取り除きやすくするワイパーデアイサーをAWD車に標準装備したほか、全車に標準装備されているマツダコネクトセンターディスプレイを7インチから8インチに大型化。ボディカラーは「エターナルブルーマイカ」と入れ替えで「プラチナクォーツメタリック」が追加された。
    - 特別仕様車「Super Edgy」は、「XD Touring」の6EC-AT車と「15S Touring」をベースに、外観はピラーからルーフにかけてのボディ上部をブラックとし、「ブラックグロッシーパッケージ」のうち、メッキガーニッシュ（フロント&サイド下部）、ピアノブラックのピラーガーニッシュ、グロスブラックのバンパー（フロント・サイド・リアボディ）を標準装備化。同時に、アルミホイールは本仕様車専用のブラックメタリック塗装を採用した。内装は黒を基本にダッシュボード・ドアトリム・フロントシートバックなどを白で配色し、シート背面の中央部分や座面・エアコンルーバーリングにはカッパー（赤銅）色の挿し色を配置。シート素材は座面・背面の中央部分にセーレンのスエード調人工皮革「グランリュクス」を、サイドサポート部に合成皮革を使用した。また、スマートフォンをコンソールに置くだけで充電可能なワイヤレス充電（Qi）、簡単な登録を行うことで次回以降はスマートフォンを取り出さずに自動接続されるApple CarPlayワイヤレス接続がセットでメーカーオプション設定される。ボディカラーは全車ブラックキャビン仕様で、プラチナクォーツメタリック、ソウルレッドクリスタルメタリック（特別塗装色）、ポリメタルグレーメタリック、セラミックキャビンの4色が設定される。
    - なお、2020年10月に発売された特別仕様車「15S Urban Dresser」はベース車に準じた改良を受けて継続販売され、「ブラックグロッシーパッケージ」のメーカーオプション設定も追加された。
- 2022年6月 - 防府第1工場（山口県防府市）での生産を終了。以降はタイおよびメキシコ工場でのみ生産することになる[19]。日本へはタイ工場で生産している車両を逆輸入することになった[19]。マツダでの逆輸入はOEMや教習車を除くとこれが初[19]。
- 2023年9月21日 - 商品改良が発表された（同日より予約受付開始、2024年2月発売予定）[20]。
  - コネクティッドサービス対応のマツダコネクトが採用され、全モデルに標準装備された。センターディスプレイが8.8インチに大型化され、急病や車両故障などの万一の事態にはオペレーターが救急や警察、ディーラーと連携してユーザーへのサポートを行うマツダエマージェンシーコールやマツダアドバイスコール、カーファインダーやリモートコントロールなどのコネクティッドサービスが利用可能となる。
  - 「SKYACTIV-D 1.8」搭載車においては、出力が向上され、より広いエンジン回転域で高トルクを発揮する制御を行うとともに、燃焼制御の見直しも行われた。
  - 「15S Urban Dresser」は従来メーカーセットオプション設定だった「ブラックグロッシーパッケージ」を標準装備化。「15S Touring」・「XD Touring」はホイールカラーやシートデザインなどを変更。ボディカラーはセラミックメタリックに代わってエアログレーメタリックが設定された。機種体系が大幅に整理され、「15S」、「XD」が廃止され、「XD Touring」は6MT車が廃止されたことで、全機種6EC-ATのみの設定となった。
  - 特別仕様車は「Super Edgy」に代わり、「Vivid Monotone（ビビッド モノトーン）」が新たに設定された。外観は「Super Edgy」で採用されたブラックキャビンや光沢のクラッティング塗装が踏襲され、シグネチャーウィングはCX-3では初採用となるブラッククロームに変更。専用18インチアルミホイールはブラックメタリック塗装に細身の切削加工が施された新デザインとなった。内装はインパネやドアトリムのソフトパッドにドット模様の青味のあるグレーを、空調ルーバーやステッチにカッパー色をアクセントとしてそれぞれ配色され、シートはセーレンのスエード調人工皮革「レガーヌ」がベースとなり、乗り降りで擦れる部位に人工皮革が使用された。ボディカラーは推奨色となっているエアログレーメタリックをはじめ、プラチナクォーツメタリック、ソウルレッドクリスタルメタリック（特別塗装色）の3色が設定される。